# Kate Bevilaqua
Kate Bevilaqua, née le 4 août 1977 à Perth, est une triathlète australienne, multiple vainqueur sur triathlon Ironman et Ironman 70.3.

## Palmarès
Le tableau présente les résultats les plus significatifs (podium) obtenus sur le circuit international de triathlon depuis 2005,.
| Année | Compétition               | Pays             | Position           | Temps            |
| ----- | ------------------------- | ---------------- | ------------------ | ---------------- |
| 2017  | Ironman Taïwan            | Taïwan           | Médaille d'argent  | 10 h 36 min 13 s |
| 2016  | Ironman 70.3 Bintan       | Indonésie        | Médaille d'or      | 4 h 37 min 27 s  |
| 2016  | Ironman 70.3 Tokoname     | Japon            | Médaille d'argent  | 4 h 32 min 49 s  |
| 2016  | Ultraman Triathlon        | États-Unis       | Médaille d'or      | 24 h 44 min 4 s  |
| 2015  | Ironman 70.3 Taïwan       | Taïwan           | Médaille d'argent  | 4 h 7 min 8 s    |
| 2014  | Ironman 70.3 Busselton    | Australie        | Médaille d'or      | 4 h 19 min 6 s   |
| 2013  | Ironman Louisville        | États-Unis       | Médaille d'or      | 9 h 29 min 2 s   |
| 2013  | Challenge Taïwan          | Taïwan           | Médaille de bronze | 10 h 5 min 9 s   |
| 2013  | Ironman 70.3 Taïwan       | Taïwan           | Médaille d'argent  | 4 h 35 min 55 s  |
| 2012  | Ironman Nouvelle-Zélande  | Nouvelle-Zélande | Médaille d'argent  | 4 h 30 min 37 s  |
| 2012  | Ironman 70.3 Busselton    | Australie        | Médaille d'argent  | 4 h 22 min 19 s  |
| 2011  | Ironman Corée du Sud      | Corée du Sud     | Médaille d'or      | 9 h 39 min 44 s  |
| 2010  | Ironman Western Australie | Australie        | Médaille d'or      | 9 h 19 min 44 s  |
| 2008  | Ironman Nouvelle-Zélande  | Nouvelle-Zélande | Médaille d'argent  | 9 h 20 min 6 s   |
| 2005  | Ironman Coeur d’Alene     | États-Unis       | Médaille de bronze | 10 h 16 min 40 s |